# Diocesi di Ponta Grossa
La diocesi di Ponta Grossa (in latino Dioecesis de Ponta Grossa) è una sede della Chiesa cattolica in Brasile suffraganea dell'arcidiocesi di Curitiba. Nel 2021 contava 667.928 battezzati su 801.365 abitanti. È retta dal vescovo Bruno Elizeu Versari.

## Territorio
La diocesi comprende 17 comuni dello stato brasiliano del Paraná: Carambeí, Castro, Fernandes Pinheiro, Guamiranga, Imbaú, Imbituva, Ipiranga, Irati, Ivaí, Ortigueira, Piraí do Sul, Ponta Grossa, Reserva, Teixeira Soares, Telêmaco Borba, Tibagi, e Ventania.
Sede vescovile è la città di Ponta Grossa, dove si trova la cattedrale di Sant'Anna.
Il territorio si estende su una superficie di 20.986 km² ed è suddiviso in 46 parrocchie.

## Storia
La diocesi è stata eretta il 10 maggio 1926 con la bolla Quum in dies numerus di papa Pio XI, ricavandone il territorio dalla diocesi di Curitiba, che contestualmente fu elevata ad arcidiocesi metropolitana.
Il 9 dicembre 1933, il 16 dicembre 1965 e il 3 dicembre 1976 ha ceduto porzioni del suo territorio a vantaggio dell'erezione rispettivamente della prelatura territoriale di Palmas (oggi diocesi di Palmas-Francisco Beltrão) e delle diocesi di Guarapuava e di União da Vitória.
Il 25 luglio 1983, con la lettera apostolica Constat Christifideles, papa Giovanni Paolo II ha confermato la Beata Maria Vergine, venerata con il titolo di Nossa Senhora Mae da Divina Graça, patrona principale della diocesi.

## Cronotassi dei vescovi
Si omettono i periodi di sede vacante non superiori ai 2 anni o non storicamente accertati.
- Sede vacante (1926-1929)

- Antônio Mazzarotto † (16 dicembre 1929 - 20 marzo 1965 ritirato)
- Geraldo Claudio Luiz Micheletto Pellanda, C.P. † (20 marzo 1965 succeduto - 2 gennaio 1991 deceduto)
- Murilo Sebastião Ramos Krieger, S.C.I. (8 maggio 1991 - 7 maggio 1997 nominato arcivescovo di Maringá)
- João Braz de Aviz (12 agosto 1998 - 17 luglio 2002 nominato arcivescovo di Maringá)
- Sérgio Arthur Braschi (16 luglio 2003 - 10 giugno 2024 ritirato)
- Bruno Elizeu Versari, dal 10 giugno 2024

## Statistiche
La diocesi nel 2021 su una popolazione di 801.365 persone contava 667.928 battezzati, corrispondenti all'83,3% del totale.
| anno | popolazione | popolazione | popolazione | presbiteri | presbiteri | presbiteri | presbiteri                | diaconi | religiosi | religiosi | parrocchie |
| anno | battezzati  | totale      | %           | numero     | secolari   | regolari   | battezzati per presbitero | diaconi | uomini    | donne     | parrocchie |
| ---- | ----------- | ----------- | ----------- | ---------- | ---------- | ---------- | ------------------------- | ------- | --------- | --------- | ---------- |
| 1950 | 320.000     | 350.000     | 91,4        | 82         | 18         | 64         | 3.902                     |         | 64        | 230       | 23         |
| 1966 | 397.000     | 477.000     | 83,2        | 115        | 17         | 98         | 3.452                     |         | 138       | 239       | 28         |
| 1970 | 420.000     | 530.000     | 79,2        | 146        | 20         | 126        | 2.876                     |         | 148       | 339       | 32         |
| 1976 | 621.201     | 723.449     | 85,9        | 134        | 25         | 109        | 4.635                     |         | 158       | 256       | 41         |
| 1980 | 434.000     | 518.000     | 83,8        | 141        | 24         | 117        | 3.078                     |         | 236       | 285       | 36         |
| 1990 | 510.000     | 601.000     | 84,9        | 158        | 23         | 135        | 3.227                     |         | 293       | 356       | 38         |
| 1999 | 594.000     | 698.000     | 85,1        | 130        | 31         | 99         | 4.569                     |         | 201       | 327       | 38         |
| 2000 | 497.364     | 574.673     | 86,5        | 131        | 34         | 97         | 3.796                     |         | 184       | 334       | 38         |
| 2001 | 489.000     | 565.672     | 86,4        | 116        | 37         | 79         | 4.215                     | 8       | 146       | 334       | 38         |
| 2002 | 556.000     | 643.339     | 86,4        | 112        | 41         | 71         | 4.964                     | 8       | 144       | 360       | 39         |
| 2003 | 514.671     | 643.339     | 80,0        | 115        | 35         | 80         | 4.475                     | 21      | 166       | 350       | 39         |
| 2004 | 546.838     | 643.339     | 85,0        | 127        | 38         | 89         | 4.305                     | 20      | 162       | 357       | 39         |
| 2013 | 615.000     | 722.000     | 85,2        | 146        | 48         | 98         | 4.212                     | 44      | 160       | 229       | 45         |
| 2016 | 630.000     | 763.657     | 82,5        | 122        | 49         | 73         | 5.163                     | 78      | 122       | 202       | 46         |
| 2019 | 644.000     | 787.553     | 81,8        | 131        | 57         | 74         | 4.916                     | 80      | 169       | 212       | 92         |
| 2021 | 667.928     | 801.365     | 83,3        | 120        | 55         | 65         | 5.566                     | 79      | 131       | 185       | 46         |